# チェコ・スロバキア語
チェコ・スロバキア語（チェコ・スロバキアご）は、インド・ヨーロッパ語族バルト・スラヴ語派に属すスラヴ語派西スラヴ語群のひとつの諸語を指し、チェコ語とスロバキア語の総称として用いられる。

## 分類
- チェコ語
- スロバキア語